# Atarba (Atarba) sigmoidea
Atarba (Atarba) sigmoidea is een tweevleugelige uit de familie steltmuggen (Limoniidae). De soort komt voor in het Neotropisch gebied.